# II Cuerpo de Ejército (Argentina)
El II Cuerpo de Ejército "Tte. Grl. Juan Carlos Sánchez" (Cpo Ej II) fue una gran unidad de batalla del Ejército Argentino con asiento de paz en Rosario y con dependencia orgánica del Comando en Jefe del Ejército o del Estado Mayor General del Ejército.

## Historia
En 1960 el comando en jefe resolvió una reorganización del ejército, creando cinco cuerpos de ejército y eliminando los tres ejércitos. Fue creado el Segundo Cuerpo con comando en Rosario el 15 de diciembre de 1960, formado con la 3.ª División y la 7.ª División con asiento respectivamente en Paraná y Corrientes. En 1964 las divisiones fueron sustituidas por brigadas, quedando completo el Segundo Cuerpo con la II Brigada de Caballería Blindada, la III Brigada de Infantería y la VII Brigada de Infantería, con comando respectivamente en Paraná, Curuzú Cuatiá y Corrientes.
En 1968 la II Brigada (montada) equipó sus unidades con tanques M4 Sherman y semioruga M3 y M9 provenientes de la I Brigada de Tandil, que estaba equipándose con los nuevos tanques AMX-13 adquiridos en Francia. Los tres regimientos formaron: uno (el 1) con tanques M4 Sherman y dos (el 6 y 7) con tiradores blindados en semioruga. En 1979 fue creado el Destacamento de Exploración de Caballería Blindada 121 con asiento en Gualeguaychú.
Desde 1970 creció la actividad guerrillera en la Argentina, con la organización guerrilla foquista ERP en la región litoral. El 10 de abril de 1972 una fracción conjunta de ERP y FAR acabó con la vida del comandante del Segundo Cuerpo, general de división Juan Carlos Sánchez. La superioridad impuso su nombre al Segundo Cuerpo. Sobrevino un fallido copamiento al Batallón de Comunicaciones 121 de Rosario y una breve ocupación del Batallón de Arsenales 121 de San Lorenzo (cerca de Rosario) en 1974.
Por el Plan de Capacidades Marco Interno de 1972, el II Cuerpo asumió la conducción de la Zona de Defensa 2. Bajo la responsabilidad directa del Comando del II Cuerpo, funcionaron 16 centros clandestinos de detención.
El Departamento III (Operaciones) constituyó la Jefatura del Área 211 y pasó a tener bajo sus órdenes a las Compañías Policía Militar 121 y 122, la Sección de Aviación y el Centro de Operaciones Táctico.
El Batallón de Comunicaciones de Comando 121, dependiente del Cdo Cpo Ej II, operó un lugar de reunión de detenidos, mantuvo un centro de operaciones táctico, y recibió al personal destacado desde otras unidades al Área 211. La Compañía Policía Militar 121 vigilaba este LRD.
La Fuerza de Tareas «Estomba», constituida por personal del Regimiento de Caballería de Tiradores Blindados 7, el Regimiento de Caballería de Tanques 1 y el Distrito Militar Misiones, se estableció en el cuartel del Batallón de Comunicaciones de Comando 121. En el Batallón de Arsenales 121 estaba basada la Fuerza de Tareas «Caseros», formada con personal de los Regimientos de Infantería 4 y 12.
A partir de octubre de 1977 el II Cuerpo de Ejército comenzó a enviar tropas a Campo de Mayo —Área 400— para sustituir los militares del V Cuerpo de Ejército que estaba requerido por la crisis limítrofe con Chile.
El 1 de enero de 2007, el Comando del II Cuerpo de Ejército abandonó la Guarnición Militar Rosario radicándose en la Guarnición de Ejército «Curuzú Cuatiá».
El 1 de enero de 2011, la ministra de Defensa Nilda Garré emitió la Resolución 1633/2010 por la cual constituyó la 1.ª División de Ejército eliminando al II Cuerpo de Ejército. La nueva división heredó la II Brigada Blindada, la XII Brigada de Monte y el Destacamento III.

## Organización
Hacia 1976, el II Cuerpo estaba conformado por:
- Comando del II Cuerpo de Ejército
- III Brigada de Infantería
- VII Brigada de Infantería
- II Brigada de Caballería Blindada

En 1979, el Ejército creó la XII Brigada de Infantería en la Guarnición Militar Posadas, dependiente del II Cuerpo. Luego, en 1985, se disolvió la VII Brigada.
Durante la década de 1970 también, se crearon, bajo el mando del 2.º comandante y jefe de Estado Mayor, las Compañías Policía Militar 121 y 122.